# Charly Wegelius
Charles „Charly“ Wegelius (* 26. April 1978 in Espoo, Finnland) ist ein ehemaliger britischer Radrennfahrer und späterer Sportlicher Leiter.

## Karriere
Charly Wegelius wurde als Sohn einer britischen Mutter und eines finnischen Vaters geboren; sein Vater Christopher Wegelius war bei den Olympischen Spielen 1980 in Moskau als Springreiter am Start. Der Sohn Charly wuchs im nordenglischen York auf.
Nachdem Wegelius im Spätsommer 1999 als Stagiaire beim Linda McCartney Racing Team fuhr, erhielt er beim belgischen Radsportteam Mapei-Quickstep seinen ersten regulären Profivertrag und blieb Berufsfahrer bei sieben verschiedenen Mannschaften bis zur Saison 2011. Er bestritt siebenmal den Giro d’Italia und je dreimal die Tour de France und die Vuelta a España und beendete diese Grand Tours insgesamt neunmal. 2004 startete er bei den Olympischen Spielen in Athen im olympischen Straßenrennen, das er aber nicht beendete.
Nach Beendigung seiner aktiven Radsportkarriere im Jahre 2011 wurde Wegelius Sportlicher Leiter des UCI ProTeams Slipstream Sports, damals unter dem Namen Garmin-Sharp.
2013 publizierte Wegelius gemeinsam mit Tom Southam, einem weiteren ehemaligen Radprofi und heutigem Journalisten, das Buch Domestik. Dazu sagte er: „Ich lernte, im Dienste meiner Mannschaft unglaubliche Schmerzen auf mich zu nehmen und buchstäblich das Letzte aus mir herauszuholen, aber ich gewann nie auch nur ein einziges Rennen. Ich war nur ein bezahltes Arbeitstier, ein Wasserträger, ein Domestik.“ 2013 wurde sein Buch für den renommierten William Hill Sports Book of the Year nominiert.

## Grand Tours-Platzierungen
| Grand Tour            | 2004 | 2005 | 2006 | 2007 | 2008 | 2009 | 2010 | 2011 |
| --------------------- | ---- | ---- | ---- | ---- | ---- | ---- | ---- | ---- |
| Giro d’ItaliaGiro     | 48   | 46   | 58   | DNF  | 69   | 105  | 29   | −    |
| Tour de FranceTour    | −    | −    | −    | 45   | −    | 59   | DNF  | −    |
| Vuelta a EspañaVuelta | −    | 60   | DNF  | −    | −    | DNF  | −    | −    |

## Werke
- Charly Wegelius: Domestik. Covadonga, 2015, ISBN 978-3-95726-005-5.